# Takuya Muro
Takuya Muro (室 拓哉 Muro Takuya?), född 2 november 1982 i Osaka prefektur, är en japansk fotbollsspelare.
Muro började sin karriär 2005 i Okinawa Kariyushi FC. Efter Okinawa Kariyushi FC spelade han för Bay Olympic, Tokyo Verdy, Sagan Tosu och Oita Trinita. Han avslutade karriären 2014.